# Ѕ
Ѕ (kleingeschrieben ѕ, IPA-Aussprache ʣ), Dzelo genannt, ist ein altkirchenslawischer kyrillischer Buchstabe mit dem kyrillischen (milesischen) Zahlenwert 6. Dzelo stammt vom griechischen Buchstaben Digamma oder Wau (Ϝ) aus dem 9. und 10. Jahrhundert ab, welcher danach zum Stigma (Ϛ) mutierte. Durch die Schriftreform Peters des Großen in die russische bürgerliche Schrift aufgenommen, verschwand es nach der Oktoberrevolution 1917 aus dem russischen Alphabet. Es wird seit 1945 wieder im mazedonischen Kyrillisch verwendet. Groß- und Kleinbuchstabe sehen wie das lateinische S aus.

## Frühe Geschichte
Im glagolitischen Alphabet gab es den Buchstaben als Dzelo (/Ⰷ), dessen Ursprung unklar ist. Er hatte einen numerischen Wert von 8.
Im frühkyrillischen Alphabet hatte der Buchstabe ein neues Aussehen, das wahrscheinlich dem Stigma entstammt. Bei den kyrillischen Zahlen hat er den Wert 6. Schon damals begann der Laut dieses Buchstaben mit dem Laut des З zusammenzufallen. Im 17. Jahrhundert hatte er denselben Lautwert wie das З und wurde nur noch am Wortanfang eingesetzt.

## Neuzeitliche Entwicklung
Im ersten Entwurf der bürgerlichen Schrift unter Zar Peter I. von 1708 wurde dem Ѕ der Lautwert [z] zugewiesen und das З abgeschafft. In der späteren Version von 1710 hingegen wurde das Gegenteil getan (З beibehalten, Ѕ abgeschafft). Bis 1735 waren beide Varianten in Gebrauch; danach setzte sich die Variante ohne das Ѕ durch, weshalb 1735 als das Jahr der endgültigen Abschaffung des Ѕ im Russischen angesehen wird.
Das Ѕ wurde auch im rumänischen kyrillischen Alphabet für den Laut [ʣ] benutzt, bis das Alphabet latinisiert wurde. Im serbischen Alphabet wurde der Buchstabe manchmal benutzt, allerdings wurde er nach der serbischen Rechtschreibreform nicht mehr benutzt. Das Ѕ ist im serbischen Tastaturlayout noch enthalten, obwohl diese Sprache diesen Buchstaben nicht mehr verwendet.

## Heute
1944 wurde in Jugoslawien das Ѕ für die Mazedonische Sprache eingeführt. Ähnlich wie früher im russischen Alphabet ist vorgesehen, dass es am Wortanfang benutzt wird; der Buchstabe wird allerdings nicht immer verwendet.
In altkirchenslawischen Texten wird ѕ meist als ʒ transkribiert, in mazedonischen hingegen in der Regel als dz.

## Zeichenkodierung
| Standard  | Standard    | Majuskel Ѕ                  | Minuskel ѕ                |
| --------- | ----------- | --------------------------- | ------------------------- |
| Unicode   | Codepoint   | U+0405                      | U+0455                    |
| Unicode   | Name        | CYRILLIC CAPITAL LETTER DZE | CYRILLIC SMALL LETTER DZE |
| UTF-8     | UTF-8       | D0 85                       | D1 95                     |
| XML/XHTML | dezimal     | &#1029;                     | &#1109;                   |
| XML/XHTML | hexadezimal | &#x0405;                    | &#x0455;                  |